# Drake Relays

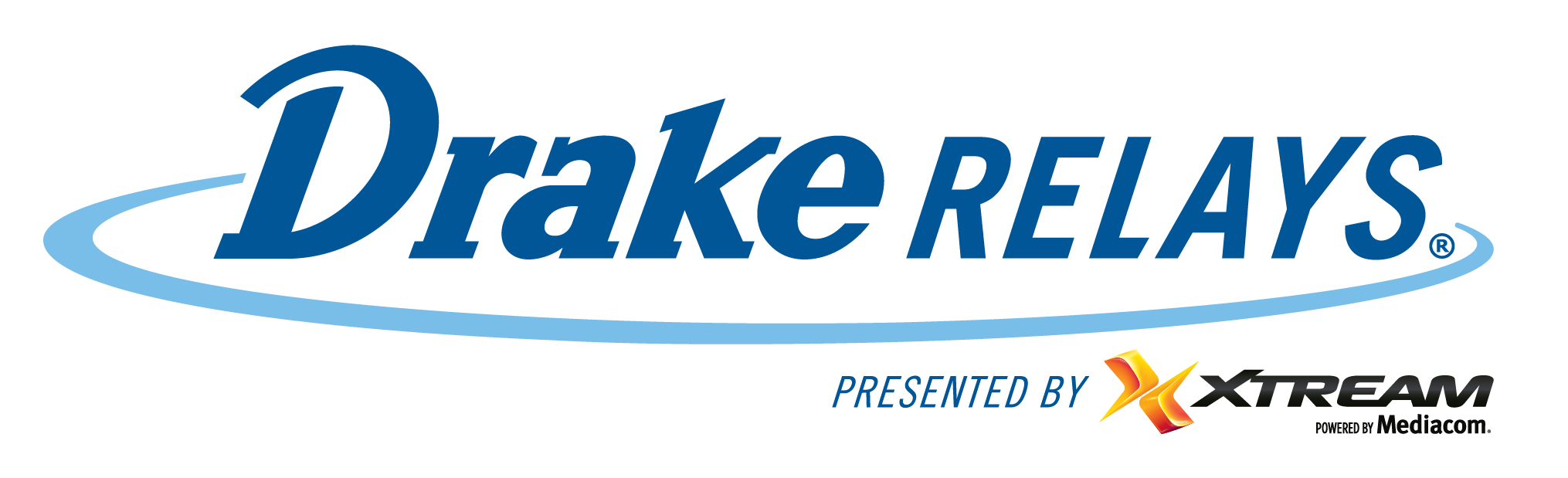
Logo der Drake Relays

Die Drake Relays sind eine Leichtathletikveranstaltung im Freien, die in Des Moines, Iowa, im Drake Stadium auf dem Campus der Drake University stattfindet. Die auch als America's Athletic Classic bezeichnete Veranstaltung gilt als eines der besten Leichtathletik-Events in den Vereinigten Staaten. Im Jahr 2020 wurden die Drake Relays zu einem Silver Level Event der World Athletics Continental Tour ernannt, einer von nur zwei Wettbewerben in den Vereinigten Staaten, die den Silver Level Status erhielten.